# Castelo de Cardiff

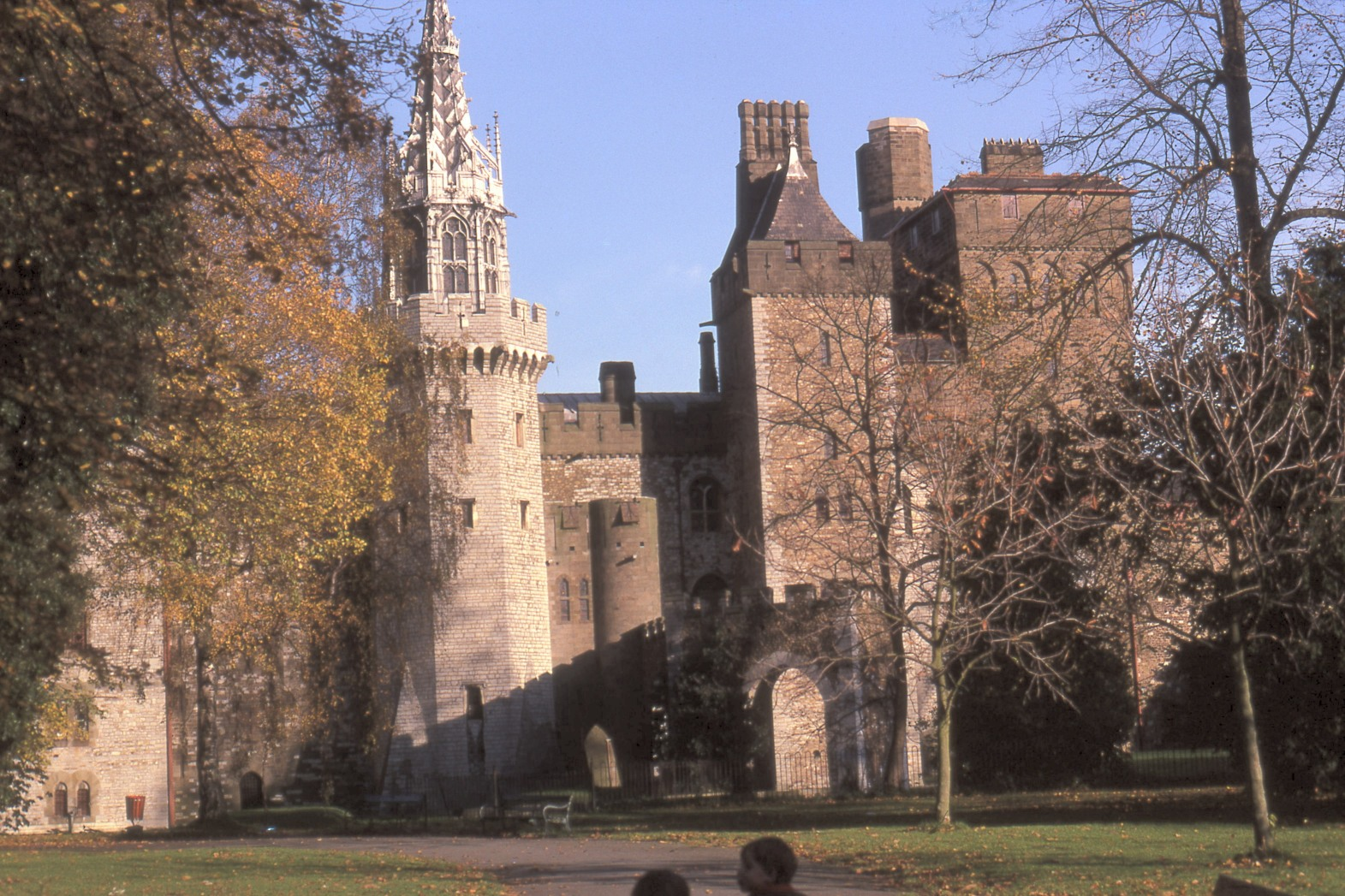
Vista parcial do Castelo de Cardiff.

O Castelo de Cardiff ou, nas suas formas portuguesas, de Cardife ou de Cardívio (em galês: Castell Caerdydd; em inglês: Cardiff Castle) é um castelo medieval e palácio neogótico vitoriano, erguido a partir duma torre de menagem normanda construída sobre um forte romano. Localiza-se na cidade de Cardiff, capital do País de Gales. Encontra-se classificado como um listed building com o Grau I desde 2 de dezembro de 1952.

## História

### O forte romano
No local onde se ergue o actual castelo, devem ter existido, pelo menos, dois fortes romanos anteriores. O primeiro foi, provavelmente, construído por volta do ano 55 durante a conquista da tribo dos Siluros. Entre o final do século II e o início do século III, edifícios civis associados com trabalhos em ferro ocuparam o lugar (Forte Romano).

### O castelo normando

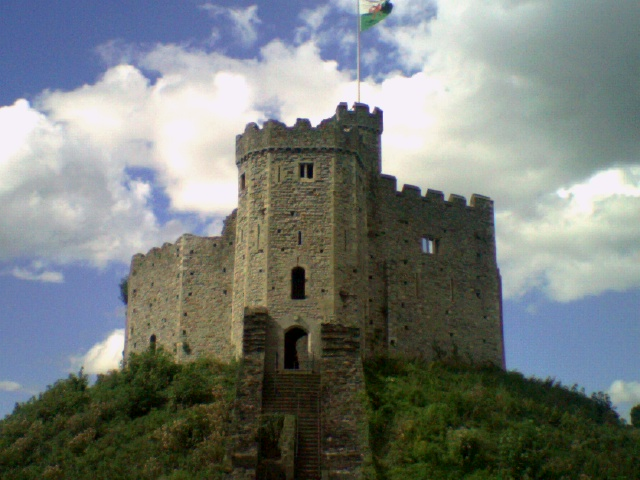
A torre de menagem normanda do Castelo de Cardiff.

A torre de menagem normanda foi erguida num alto forte do tipo motte-and-bailey no sítio dum antigo castro romano, descoberto pela primeira vez durante a terceira campanha de construção do Marquês de Bute. A torre normanda, cuja estrutura subsiste, foi construída por volta de 1091 por Robert Fitzhamon, Senhor de Gloucester e conquistador de Glamorgan.

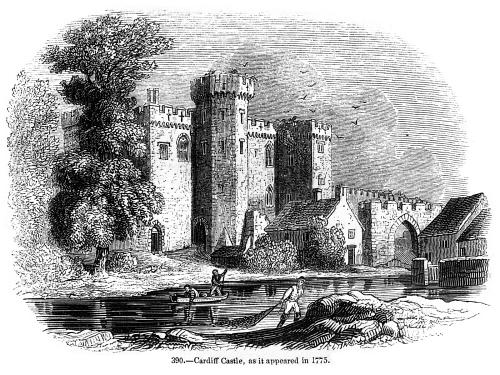
O Castelo de Cardiff em 1775, inserido num cenário pitoresco por Charles Knight.

Depois da tentativa falhada de Roberto II da Normandia, filho mais velho de Guilherme, o Conquistador, tomar a Inglaterra a Henrique I, aquele nobre acabou por ficar aqui detido entre 1106 a 1134, acabando por ser o mais famoso prisioneiro do castelo.
O castelo, reconstruído em pedra, foi uma importante fortaleza dos Senhores das Marcas nas dinastias de Clare e le Despenser, e também dos Beauchamps, Condes de Warwick, de Ricardo, Duque de Iorque, através do seu casamento na família Neville, e da família Herbert, Condes de Pembroke.
Cenário de importantes batalhas ao longo dos séculos, foi reconquistado pelos galeses em 1404, sob o governo de Owen Glyndŵr. Mais tarde, em 1488 passou para as mãos de Jasper Tudor, primeiro Duque de Bedford.
No século XVIII, o castelo passou para a posse de John Stuart, 3.° Conde de Bute, que se tornou, através da sua esposa (membro da família Herbert), num importante proprietário rural da região e cujos herdeiros desenvolveram as docas que transformaram Cardiff duma vila piscatória num importante porto de exportação de carvão durante o século XIX.

### O palácio vitoriano

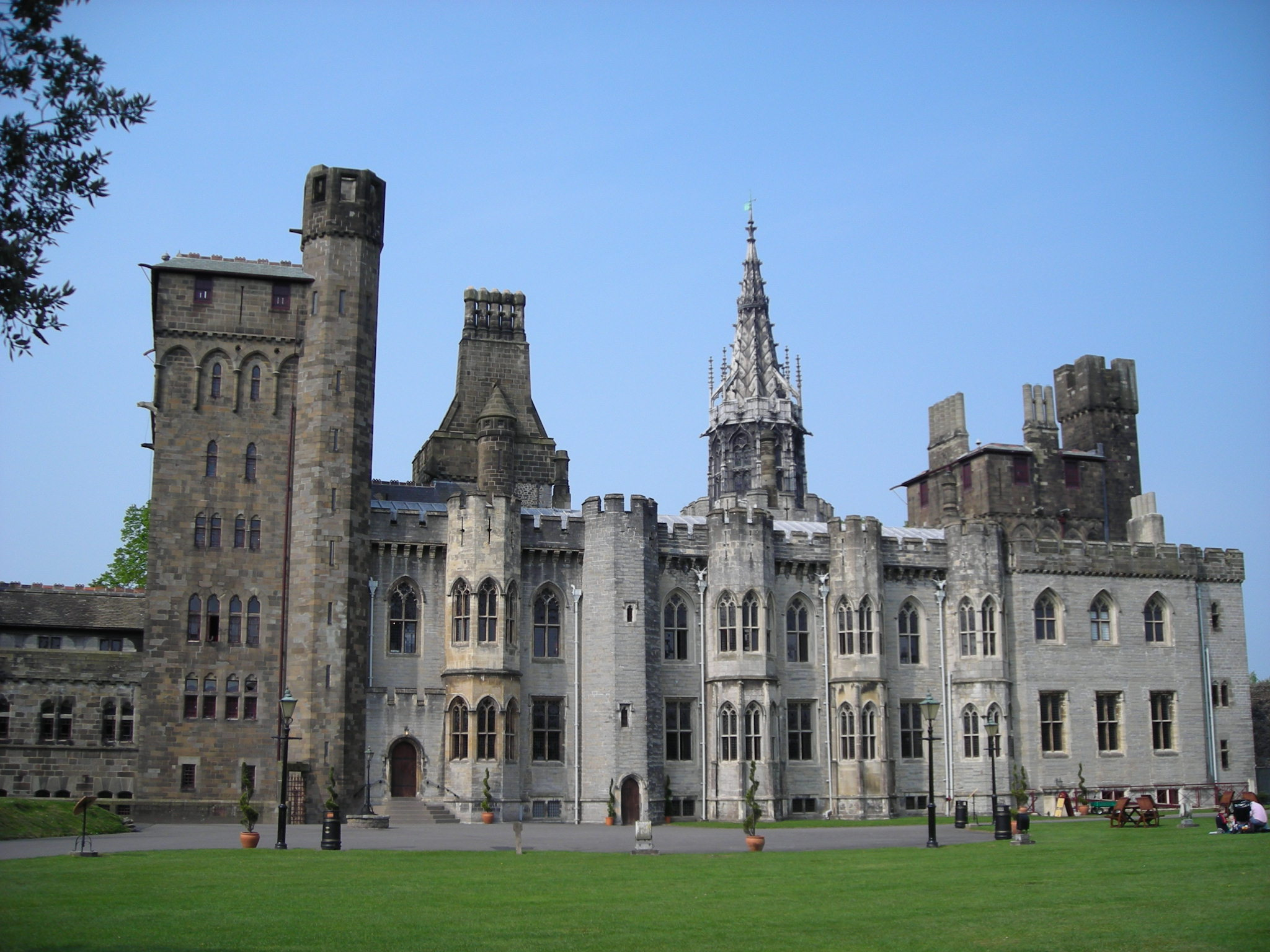
Edifício vitoriano do Castelo de Cardiff.

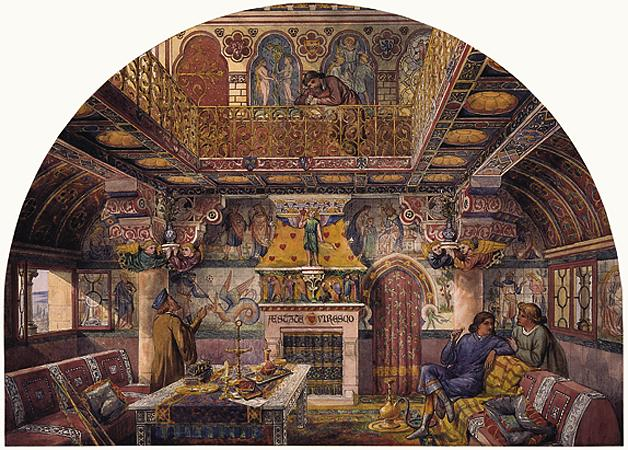
A sala de fumo de verão de Burges.

No início do século XIX, o castelo foi ampliado e renovado num estilo neogótico inicial, por Henry Holland, para John Crichton-Stuart, 2º Marquês de Bute. No entanto, a sua transformação começou em 1868 quando John Crichton-Stuart, 3º Marquês de Bute, contratou o arquitecto William Burges com o fim de empreender uma reconstrução maciça, a qual tornaria o castelo numa fantasia oitocentista de palácio medieval de conto de fadas, com uma série de salas que, talvez, constituam a mais alta realização do desenho neogótico tardio em estilo vitoriano.

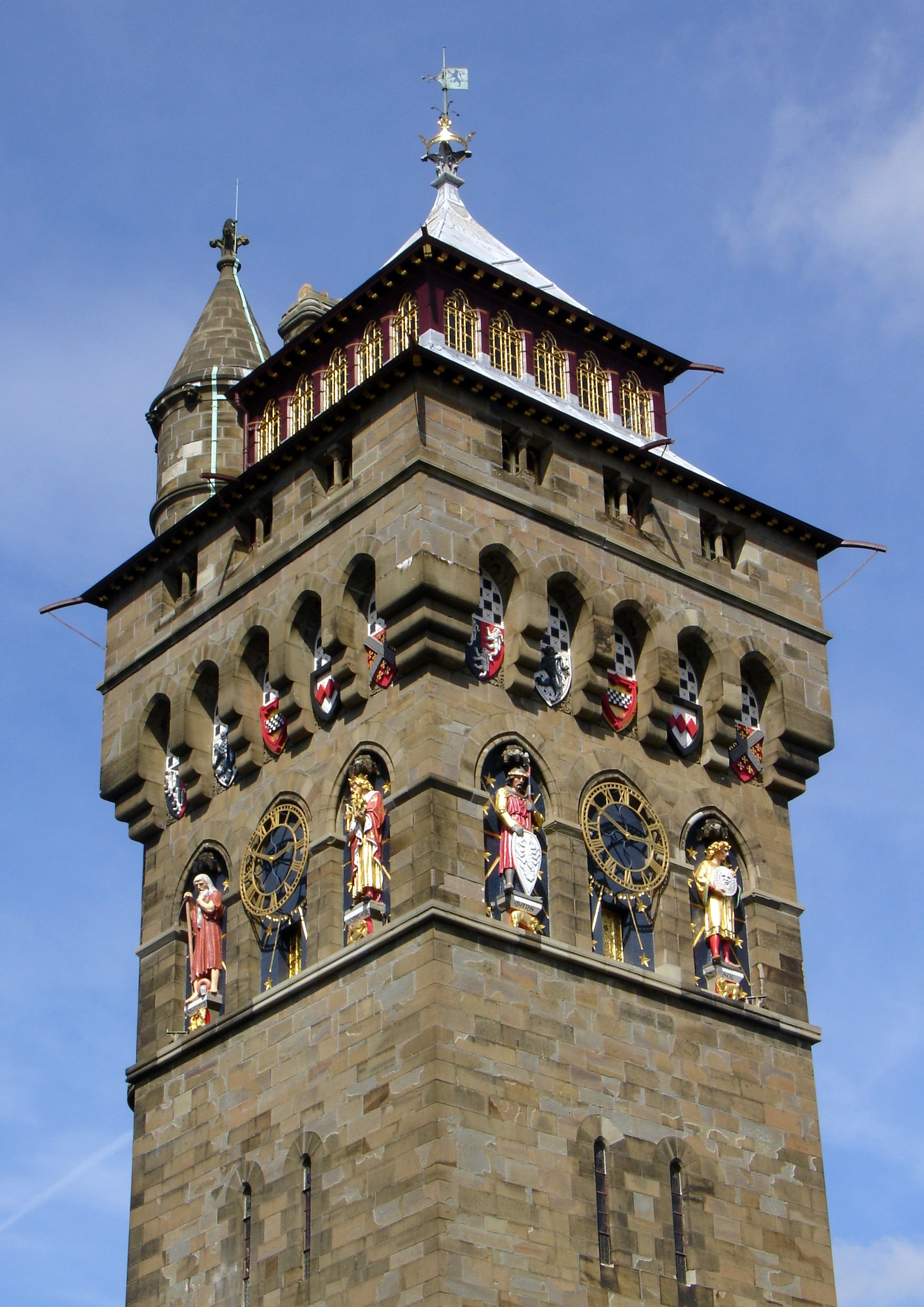
A torre do relógio.

O encontro do marquês, um convertido precoce ao catolicismo, tremendamente rico e imerso numa visão romântica do mundo medieval, com Burges, proeminente arquitecto de arte, forjou uma das melhores relações patrono/arquitecto entre um entusiasta do gótico e um desenhador altamente talentoso, que conduziu a uma sucessão de triunfos arquitectónicos, dos quais o Castelo de Cardiff é o maior de todos.
A reconstrução começou com a Torre do Relógio (Clock Tower), planeada em 1866-1868 e iniciada em 1869. As torres sucedem-se em direcção a oeste, com a Torre Reservatório (Tank Tower), a Torre do Convidado (Guest Tower), a Torre Herbert (Herbert Tower) e a Torre Beauchamp (Beauchamp Tower), realizadas tanto por Burges como por Holland e, em parte, durante os século XV e XVI, criam uma silhueta, melhor observada a partir do Bute Park, que ecoa o desenho não construído de Burges para os Tribunais (Law Courts) e apresenta uma imagem visualmente deslumbrante de cidade medieval.
Dentro do castelo, sucedem-se os sumptuosos apartamentos; as Salas de Fumo de Verão e de Inverno (Winter e Summer Smoking Rooms), a Sala de Chaucer (Chaucer Room), a Sala Árabe (Arab Room), o Quarto de Lorde Bute (Lord Bute's Bedroom), o Jardim Coberto (Roof Garden), as quais ilustram repetidamente a habilidade suprema de Burges como um arquitecto de arte. Tomando um controle completo no desenho do edifício, da decoração e do mobiliário dos apartamentos, e usando o seu tema favorito de Nicholls, Crace e Lonsdale, Burges criou um conjunto de salas em estilo neogótico que não têm rival.

## Actualidade: acesso e eventos

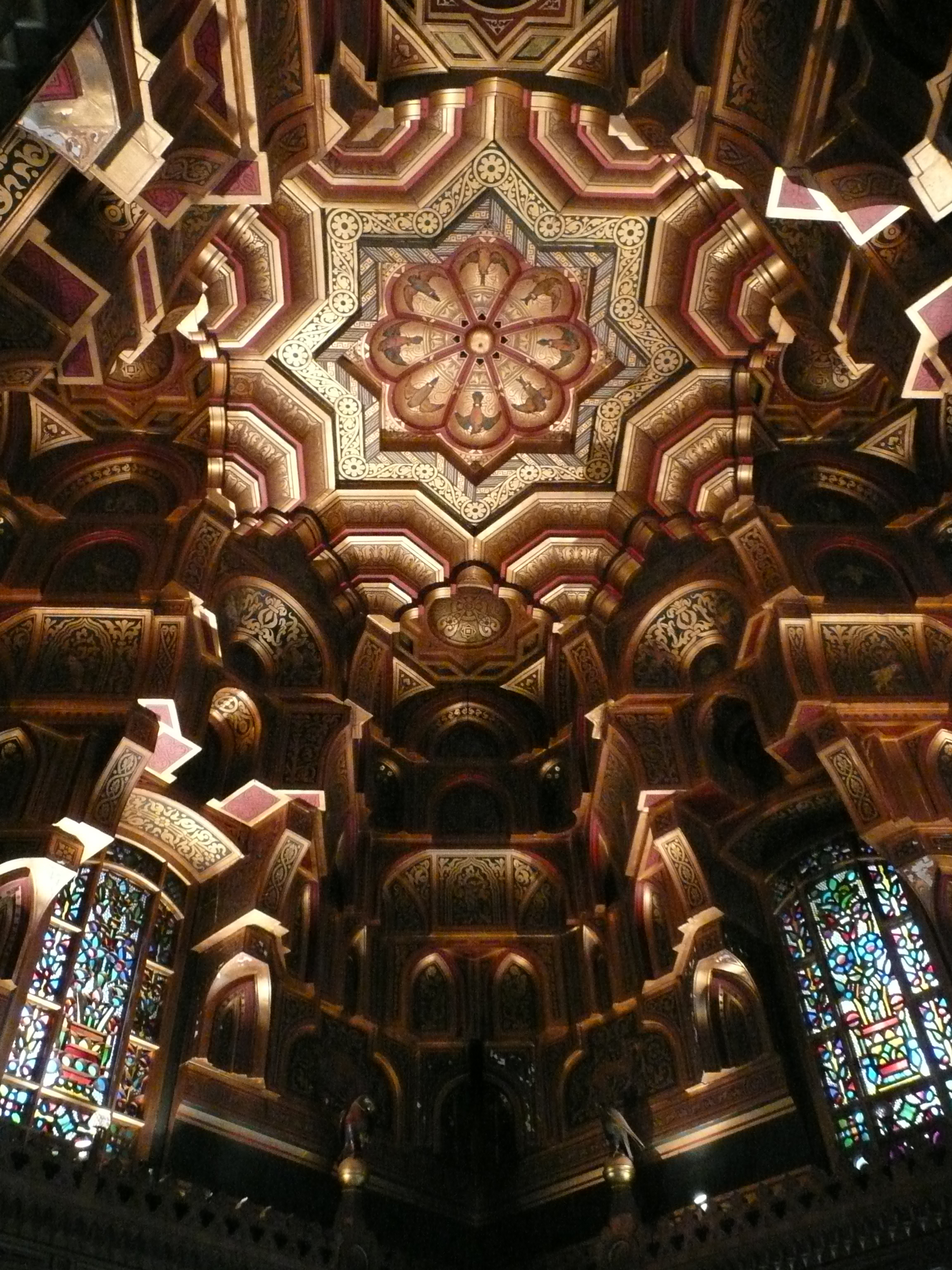
Interior da Sala Árabe. Um dos últimos projetados por William Burges, o teto é adornado com 'mucarnas', feito de madeira que foi coberta com folha de ouro e decorada.

Em 1947, o castelo foi vendido pela família Bute à cidade de Cardiff, pelo valor simbólico de 1 libra. Actualmente, é uma popular atracção turística da capital, alojando, também, o museu do regimento, em adição às ruínas do velho castelo e à reconstrução vitoriana. Situa-se nos esplêndidos terrenos do Bute Park.
O castelo tem acolhido vários concertos rock e actuações, tendo capacidade para acomodar mais de 10.000 pessoas. Entre os concertos mais notáveis incluem-se o Live at Cardiff Castle dos Stereophonics, em Junho de 1998, e o concerto dos Green Day, em 2002. Em 1948, uma multidão de 16.000 pessoas, um recorde para o jogo de basebol britânico, assistiu à derrota da Inglaterra frente ao País de Gales nos campos do castelo. Todos os anos, o Castelo de Cardiff acolhe o Baile de Verão da Universidade de Cardiff. É o local do País de Gales onde se realiza o maior Mardi Gras, todos os Agostos. Tom Jones apresentou-se aqui, perante uma grande audiência, em 2001; esta actuação está registada num DVD com o título Tom Jones: Live at Cardiff Castle.
O historiador de arquitectura Dan Cruickshank seleccionou o castelo como uma das suas oito escolhas para o livro de 2002, com a chancela da BBC, The Story of Britain's Best Buildings.